# Eredivisie 2023-2024
L'Eredivisie 2023-2024 è stata la 68ª edizione della massima serie del campionato olandese di calcio, con inizio l'11 agosto 2023 e terminata il 19 maggio 2024.
Il Feyenoord è la squadra campione in carica, avendo vinto il titolo per la sedicesima volta nella sua storia.Il PSV si è laureato campione per la 25ª volta nella propria storia.

## Stagione

### Novità
Nella stagione precedente sono retrocesse Groningen e Cambuur, ultime due classificate, e l'Emmen, perdente dei play-off salvezza/promozione. Dalla Eerste Divisie 2022-2023, invece, sono state promosse Heracles Almelo e PEC Zwolle, rispettivamente prima e seconda classificate, alle quali si è unito l'Almere City, vincitore dei play-off.

### Formula
Le 18 squadre partecipanti si affrontano in un girone all'italiana con partite di andata e ritorno per un totale di 34 giornate. La squadra campione d'Olanda si qualifica alla fase campionato della UEFA Champions League 2024-2025 insieme con la seconda, mentre la terza classificata viene ammessa al terzo turno di qualificazione. Le squadre classificatesi dal 4º al 7º posto partecipano ai play-off per determinare la seconda squadra che viene ammessa alla UEFA Europa League e al secondo turno di qualificazione della UEFA Europa Conference League 2024-2025 . Poiché la squadra vincitrice della KNVB beker 2023-2024 viene ammessa alla fase a gironi della UEFA Europa League 2024-2025, sulla base del suo posizionamento in classifica, possono variare le posizioni delle squadre ammesse alle coppe o ai play-off di qualificazione.
Le ultime due classificate retrocedono in Eerste Divisie, mentre la squadra classificatasi al 16º posto partecipa ai play-off promozione/retrocessione con 6 squadre di Eerste Divisie per un posto in massima serie.

## Squadre partecipanti
| Club             | Stagione | Città      | Stadio                       | Stagione precedente                       |
| ---------------- | -------- | ---------- | ---------------------------- | ----------------------------------------- |
| Ajax             | dettagli | Amsterdam  | Johan Cruijff Arena          | 3º posto in Eredivisie                    |
| Almere City      |          | Almere     | Yanmar Stadion               | 3º posto in Eerste Divisie, promosso      |
| AZ Alkmaar       |          | Alkmaar    | AFAS Stadion                 | 4º posto in Eredivisie                    |
| Excelsior        |          | Rotterdam  | Van Donge & De Roo Stadion   | 15º posto in Eredivisie                   |
| Feyenoord        | dettagli | Rotterdam  | Stadion Feijenoord - De Kuip | 1º posto in Eredivisie, campione d'Olanda |
| Fortuna Sittard  |          | Sittard    | Fortuna Sittard Stadion      | 13º posto in Eredivisie                   |
| Go Ahead Eagles  |          | Deventer   | Adelaarshorst                | 11º posto in Eredivisie                   |
| Heerenveen       |          | Heerenveen | Abe Lenstra Stadion          | 8º posto in Eredivisie                    |
| Heracles Almelo  |          | Almelo     | Polman Stadion               | 1º posto in Eerste Divisie, promosso      |
| N.E.C.           |          | Nimega     | Goffertstadion               | 12º posto in Eredivisie                   |
| PEC Zwolle       | dettagli | Zwolle     | MAC³PARK Stadion             | 2º posto in Eerste Divisie, promosso      |
| PSV              | dettagli | Eindhoven  | Philips Stadion              | 2º posto in Eredivisie                    |
| RKC Waalwijk     |          | Waalwijk   | Mandemakers Stadion          | 9º posto in Eredivisie                    |
| Sparta Rotterdam |          | Rotterdam  | Sparta Stadion Het Kasteel   | 6º posto in Eredivisie                    |
| Twente           |          | Enschede   | De Grolsch Veste             | 5º posto in Eredivisie                    |
| Utrecht          |          | Utrecht    | Stadion Galgenwaard          | 7º posto in Eredivisie                    |
| Vitesse          |          | Arnhem     | GelreDome                    | 10º posto in Eredivisie                   |
| Volendam         |          | Volendam   | Kras Stadion                 | 14º posto in Eredivisie                   |

## Allenatori e primatisti
Aggiornata al 19 maggio 2024.
| Squadra             | Allenatore                                                                            | Calciatore più presente                    | Cannoniere                |
| ------------------- | ------------------------------------------------------------------------------------- | ------------------------------------------ | ------------------------- |
| Ajax                | Maurice Steijn (1ª-9ª) Hedwiges Maduro (10ª-11ª) John van 't Schip (12ª-)             | Kenneth Taylor (34)                        | Brian Brobbey (18)        |
| Almere City         | Alex Pastoor                                                                          | Thomas Robinet (33)                        | Thomas Robinet (11)       |
| AZ Alkmaar          | Pascal Jansen (1ª-17ª) Maarten Martens (18ª-)                                         | Vaggelīs Paulidīs, David Møller Wolfe (34) | Vaggelīs Paulidīs (29)    |
| Excelsior Rotterdam | Marinus Dijkhuizen                                                                    | Stijn van Gassel, Siebe Horemans (34)      | Troy Parrott (10)         |
| Feyenoord           | Arne Slot                                                                             | Lutsharel Geertruida, Dávid Hancko (34)    | Santiago Giménez (23)     |
| Fortuna Sittard     | Danny Buijs                                                                           | Ivo Pinto (32)                             | Kaj Sierhuis (12)         |
| Go Ahead Eagles     | René Hake                                                                             | Jeffrey de Lange (34)                      | Willum Þór Willumsson (7) |
| Heerenveen          | Kees van Wonderen                                                                     | Simon Olsson (34)                          | Pelle van Amersfoort (10) |
| Heracles Almelo     | John Lammers (1ª-15ª) Hendrie Krüzen (ad interim,16ª) Erwin van de Looi (17ª-)        | Mario Engels, Michael Brouwer (34)         | Jizz Hornkamp (10)        |
| N.E.C.              | Rogier Meijer                                                                         | Sontje Hansen, Calvin Verdonk (33)         | Magnus Mattsson (11)      |
| PEC Zwolle          | Johnny Jansen                                                                         | Sam Kersten (33)                           | Lennart Thy (13)          |
| PSV                 | Peter Bosz                                                                            | Luuk de Jong (34)                          | Luuk de Jong (29)         |
| RKC Waalwijk        | Henk Fraser                                                                           | Julian Lelieveld (34)                      | David Min (10)            |
| Sparta Rotterdam    | Jeroen Rijsdijk                                                                       | Nick Olij (34)                             | Tobias Lauritsen (12)     |
| Twente              | Joseph Oosting                                                                        | Sem Steijn (34)                            | Sem Steijn (17)           |
| Utrecht             | Michael Silberbauer (1ª-3ª) Rob Penders (4ª) Ron Jans (5ª-)                           | Ryan Flamingo, Oscar Fraulo (32)           | Sam Lammers (10)          |
| Vitesse             | Phillip Cocu (1ª-11ª) Edward Sturing (12ª-)                                           | Eloy Room (34)                             | Marco van Ginkel (6)      |
| Volendam            | Matthias Kohler (1ª-14ª) Michael Dingsdag (ad interim,15ª-16ª) Regillio Simons (17ª-) | Damon Mirani (34)                          | Robert Mühren (8)         |

## Classifica finale[2]
|  | Pos. | Squadra          | Pt | G  | V  | N  | P  | GF  | GS | DR  |
|  | ---- | ---------------- | -- | -- | -- | -- | -- | --- | -- | --- |
|  | 1.   | PSV              | 91 | 34 | 29 | 4  | 1  | 111 | 21 | +90 |
|  | 2.   | Feyenoord        | 84 | 34 | 26 | 6  | 2  | 92  | 26 | +67 |
|  | 3.   | Twente           | 69 | 34 | 21 | 6  | 7  | 69  | 36 | +33 |
|  | 4.   | AZ Alkmaar       | 65 | 34 | 19 | 8  | 7  | 69  | 38 | +31 |
|  | 5.   | Ajax             | 56 | 34 | 15 | 11 | 8  | 74  | 61 | +13 |
|  | 6.   | N.E.C.           | 53 | 34 | 14 | 11 | 9  | 68  | 51 | +17 |
|  | 7.   | Utrecht          | 50 | 34 | 13 | 11 | 10 | 48  | 46 | +2  |
|  | 8.   | Sparta Rotterdam | 49 | 34 | 14 | 7  | 13 | 51  | 48 | +3  |
|  | 9.   | Go Ahead Eagles  | 46 | 34 | 12 | 10 | 12 | 47  | 46 | +1  |
|  | 10.  | Fortuna Sittard  | 38 | 34 | 9  | 11 | 14 | 37  | 56 | -19 |
|  | 11.  | Heerenveen       | 37 | 34 | 10 | 7  | 17 | 53  | 70 | -17 |
|  | 12.  | PEC Zwolle       | 36 | 34 | 9  | 9  | 16 | 45  | 67 | -22 |
|  | 13.  | Almere City      | 34 | 34 | 7  | 13 | 14 | 32  | 59 | -27 |
|  | 14.  | Heracles Almelo  | 33 | 34 | 9  | 6  | 19 | 41  | 74 | -33 |
|  | 15.  | RKC Waalwijk     | 29 | 34 | 7  | 8  | 19 | 38  | 56 | -18 |
|  | 16.  | Excelsior        | 29 | 34 | 6  | 11 | 17 | 50  | 73 | -23 |
|  | 17.  | Volendam         | 19 | 34 | 4  | 7  | 23 | 34  | 88 | -54 |
|  | 18.  | Vitesse (-18)    | 6  | 34 | 6  | 6  | 22 | 30  | 73 | -43 |

Legenda:
      Campione dei Paesi Bassi e ammessa alla fase campionato della UEFA Champions League 2024-2025
      Ammessa alla fase campionato della UEFA Champions League 2024-2025
      Ammessa al terzo turno di qualificazione della UEFA Champions League 2024-2025
      Ammessa alla fase campionato della UEFA Europa League 2024-2025
      Ammessa al terzo turno di qualificazione della UEFA Europa League 2024-2025
      Ammessa al secondo turno di qualificazione della UEFA Conference League 2024-2025 in quanto vincitrice dei Playoff
 Partecipa ai play-off o ai play-out.
      Retrocesse in Eerste Divisie 2024-2025
Regolamento:

Tre punti per la vittoria, uno per il pareggio, zero per la sconfitta.
La classifica viene stilata secondo i seguenti criteri:
- Punti ottenuti
- Differenza reti generale
- Reti totali realizzate
- spareggio (solo per decidere la squadra campione e la retrocessione)
- Punti conquistati negli scontri diretti
- Differenza reti negli scontri diretti
- Reti realizzate in trasferta negli scontri diretti

Note:

Il Vitesse ha scontato 18 punti di penalizzazione per la violazione delle norme sulle licenze.

## Risultati

### Tabellone
Aggiornata al 19 maggio 2024
Ogni riga indica i risultati casalinghi della squadra segnata a inizio della riga, contro le squadre segnate colonna per colonna (che invece avranno giocato l'incontro in trasferta). Al contrario, leggendo la colonna di una squadra si avranno i risultati ottenuti dalla stessa in trasferta, contro le squadre segnate in ogni riga, che invece avranno giocato l'incontro in casa.
|                     | AJA  | ALM  | AZ   | EXC  | FEY  | FOR  | GAE  | HEE  | HER  | NEC  | PEC  | PSV  | RKC  | SPA  | TWE  | UTR  | VIT  | VOL  |
| ------------------- | ---- | ---- | ---- | ---- | ---- | ---- | ---- | ---- | ---- | ---- | ---- | ---- | ---- | ---- | ---- | ---- | ---- | ---- |
| Ajax                | –––– | 3-0  | 1-2  | 2-2  | 0-4  | 2-2  | 1-1  | 4-1  | 4-1  | 2-2  | 2-2  | 1-1  | 4-1  | 2-1  | 2-1  | 2-0  | 5-0  | 1-1  |
| Almere City         | 2-2  | –––– | 0-0  | 2-1  | 0-2  | 0-0  | 0-0  | 1-1  | 0-5  | 1-4  | 1-2  | 0-4  | 1-0  | 2-3  | 1-4  | 1-1  | 5-0  | 1-1  |
| AZ Alkmaar          | 2-0  | 4-1  | –––– | 4-0  | 0-1  | 4-0  | 5-1  | 3-0  | 1-1  | 1-2  | 2-2  | 0-4  | 3-2  | 2-0  | 2-1  | 3-3  | 2-0  | 3-0  |
| Excelsior Rotterdam | 2-2  | 0-0  | 1-1  | –––– | 2-4  | 2-2  | 1-1  | 3-0  | 4-0  | 0-3  | 2-4  | 0-2  | 1-1  | 2-1  | 0-3  | 1-1  | 1-2  | 4-0  |
| Feyenoord           | 6-0  | 6-1  | 1-0  | 4-0  | –––– | 0-0  | 3-1  | 6-1  | 3-0  | 2-2  | 5-0  | 1-2  | 1-0  | 2-0  | 0-0  | 4-2  | 4-0  | 3-1  |
| Fortuna Sittard     | 0-0  | 2-1  | 1-2  | 5-2  | 0-1  | –––– | 0-0  | 3-3  | 4-1  | 1-1  | 3-1  | 1-1  | 1-0  | 0-2  | 0-3  | 0-0  | 3-1  | 3-1  |
| Go Ahead Eagles     | 2-3  | 1-1  | 0-3  | 3-0  | 1-3  | 3-0  | –––– | 3-2  | 4-0  | 2-2  | 1-1  | 0-1  | 1-0  | 0-0  | 1-3  | 0-2  | 5-1  | 4-1  |
| Heerenveen          | 3-2  | 3-0  | 2-2  | 0-3  | 2-3  | 3-0  | 0-2  | –––– | 3-0  | 1-1  | 2-0  | 0-8  | 3-1  | 1-3  | 3-3  | 2-3  | 1-3  | 1-2  |
| Heracles Almelo     | 2-4  | 2-2  | 5-0  | 3-1  | 0-4  | 0-0  | 2-0  | 0-2  | –––– | 2-1  | 2-1  | 0-6  | 0-5  | 0-1  | 2-2  | 1-3  | 3-2  | 1-1  |
| N.E.C.              | 1-2  | 1-1  | 0-3  | 3-4  | 2-3  | 4-1  | 1-1  | 2-0  | 3-1  | –––– | 2-2  | 3-1  | 3-0  | 2-0  | 1-0  | 3-0  | 1-3  | 3-3  |
| PEC Zwolle          | 1-3  | 0-1  | 0-3  | 2-1  | 0-2  | 2-0  | 1-1  | 2-2  | 3-1  | 1-3  | –––– | 1-7  | 1-2  | 1-2  | 1-2  | 1-0  | 1-0  | 1-1  |
| PSV                 | 5-2  | 2-0  | 5-1  | 3-1  | 2-2  | 3-1  | 3-0  | 2-0  | 2-0  | 4-0  | 4-0  | –––– | 3-1  | 4-2  | 1-0  | 2-0  | 6-0  | 3-1  |
| RKC Waalwijk        | 2-3  | 0-0  | 1-3  | 2-2  | 1-2  | 0-1  | 0-1  | 1-1  | 1-2  | 2-0  | 1-1  | 0-4  | –––– | 1-1  | 1-0  | 2-2  | 3-1  | 2-1  |
| Sparta Rotterdam    | 2-2  | 1-2  | 1-1  | 4-2  | 2-2  | 4-0  | 0-2  | 2-1  | 1-2  | 1-1  | 0-2  | 0-4  | 2-0  | –––– | 2-2  | 1-2  | 1-0  | 1-0  |
| Twente              | 3-1  | 3-1  | 2-1  | 4-2  | 2-1  | 2-0  | 3-0  | 1-0  | 1-0  | 3-3  | 3-1  | 0-3  | 3-0  | 2-1  | –––– | 0-1  | 1-0  | 7-2  |
| Utrecht             | 4-3  | 0-2  | 1-1  | 2-2  | 1-5  | 4-0  | 2-1  | 0-2  | 1-0  | 1-0  | 5-1  | 1-1  | 1-1  | 0-1  | 1-1  | –––– | 1-0  | 4-2  |
| Vitesse             | 2-2  | 1-1  | 0-2  | 0-0  | 1-2  | 3-2  | 0-2  | 1-3  | 2-0  | 0-3  | 1-1  | 1-3  | 0-2  | 1-4  | 1-2  | 0-0  | –––– | 1-1  |
| Volendam            | 1-4  | 0-1  | 0-4  | 3-1  | 0-0  | 0-1  | 1-2  | 0-4  | 2-2  | 2-5  | 0-5  | 1-5  | 3-2  | 1-4  | 0-2  | 1-0  | 1-2  | –––– |

## Spareggi

### Play-off UEFA Europa Conference League
Le quattro squadre meglio piazzate in Campionato che non sono già qualificate per le coppe europee giocano per un posto al secondo turno di qualificazione della UEFA Conference League 2024-2025.

#### Tabellone
|  | Semifinali | Semifinali       | Semifinali       | Semifinali       | Semifinali |  |  | Finale | Finale          | Finale          | Finale          | Finale |  |
|  |            |                  |                  |                  |            |  |  |        |                 |                 |                 |        |  |
|  | 6          | N.E.C.           | N.E.C.           | N.E.C.           | 1          |  |  |        |                 |                 |                 |        |  |
|  | 9          | Go Ahead Eagles  | Go Ahead Eagles  | Go Ahead Eagles  | 2          |  |  | 9      | Go Ahead Eagles | Go Ahead Eagles | Go Ahead Eagles | 2      |  |
|  | 8          | Sparta Rotterdam | Sparta Rotterdam | Sparta Rotterdam | 1          |  |  | 7      | Utrecht         | Utrecht         | Utrecht         | 1      |  |
|  | 7          | Utrecht          | Utrecht          | Utrecht          | 3          |  |  |        |                 |                 |                 |        |  |

#### Semifinali
| N.E.C.  | 1 - 2 | Go Ahead Eagles  | Nimega, 23 maggio 2024  |  |  |  |  |
| Utrecht | 3 - 1 | Sparta Rotterdam | Utrecht, 23 maggio 2024 |  |  |  |  |
|         |       |                  |                         |  |  |  |  |

#### Finale
| Utrecht | 1 - 2 | Go Ahead Eagles | Utrecht, 26 maggio 2024 |  |  |  |  |

### Play-off salvezza/promozione
La 16ª classificata in campionato più sei squadre dell'Eerste Divisie 2023-2024 si giocano un posto nell'Eredivisie 2024-2025. Le perdenti parteciperanno invece all'Eerste Divisie 2024-2025. La 16ª classificata in campionato accede direttamente alle semifinali dove incontrerà una delle 3 vincintrici del primo turno.

#### Primo turno
| Squadra 1                       | Totale | Squadra 2    | Andata | Ritorno |
| ------------------------------- | ------ | ------------ | ------ | ------- |
| 13 maggio 2024 / 17 maggio 2024 |        |              |        |         |
| NAC Breda                       | 8 - 1  | Roda JC      | 3 - 1  | 5 - 0   |
| 14 maggio 2024 / 18 maggio 2024 |        |              |        |         |
| Emmen                           | 3 - 2  | Dordrecht    | 2 - 2  | 1 - 0   |
| De Graafschap                   | 4 - 5  | ADO Den Haag | 2 - 3  | 2 - 2   |

#### Semifinale
| Squadra 1                       | Totale | Squadra 2 | Andata | Ritorno |
| ------------------------------- | ------ | --------- | ------ | ------- |
| 21 maggio 2024 / 25 maggio 2024 |        |           |        |         |
| NAC Breda                       | 4 - 1  | Emmen     | 1 - 1  | 3 - 0   |
| 22 maggio 2024 / 25 maggio 2024 |        |           |        |         |
| ADO Den Haag                    | 2 - 9  | Excelsior | 1 - 2  | 1 - 7   |

#### Finale
| Squadra 1                      | Totale | Squadra 2 | Andata | Ritorno |
| ------------------------------ | ------ | --------- | ------ | ------- |
| 28 maggio 2024 / 2 giugno 2024 |        |           |        |         |
| NAC Breda                      | 7 - 6  | Excelsior | 6 - 2  | 1 - 4   |

## Statistiche

### Squadre

#### Capoliste solitarie
|    | —— | ——  | —— | —— | ——  | ——  | ——  | ——  | ——  | ——  | ——  | ——  | ——  | ——  | ——  | ——  | ——  | ——  | ——  | ——  | ——  | ——  | ——  | ——  | ——  | ——  | ——  | ——  | ——  | ——  | ——  | ——  | ——  | —— |  |
|    |    | Spa |    |    | PSV | PSV | PSV | PSV | PSV | PSV | PSV | PSV | PSV | PSV | PSV | PSV | PSV | PSV | PSV | PSV | PSV | PSV | PSV | PSV | PSV | PSV | PSV | PSV | PSV | PSV | PSV | PSV | PSV |    |  |
|    |    |     |    |    |     |     |     |     |     |     |     |     |     |     |     |     |     |     |     |     |     |     |     |     |     |     |     |     |     |     |     |     |     |    |  |
|    |    |     |    |    |     |     |     |     |     |     |     |     |     |     |     |     |     |     |     |     |     |     |     |     |     |     |     |     |     |     |     |     |     |    |  |
| 1ª | 2ª | 3ª  | 4ª | 5ª | 6ª  | 7ª  | 8ª  | 9ª  | 10ª | 11ª | 12ª | 13ª | 14ª | 15ª | 16ª | 17ª | 18ª | 19ª | 20ª | 21ª | 22ª | 23ª | 24ª | 25ª | 26ª | 27ª | 28ª | 29ª | 30ª | 31ª | 32ª | 33ª | 34ª |    |  |

### Classifica in divenire
|                  | 1ª | 2ª | 3ª | 4ª | 5ª | 6ª | 7ª  | 8ª | 9ª | 10ª | 11ª | 12ª | 13ª | 14ª | 15ª | 16ª | 17ª | 18ª | 19ª | 20ª | 21ª | 22ª | 23ª | 24ª | 25ª | 26ª | 27ª | 28ª | 29ª | 30ª | 31ª | 32ª | 33ª | 34ª |
|                  |    |    |    |    |    |    |     |    |    |     |     |     |     |     |     |     |     |     |     |     |     |     |     |     |     |     |     |     |     |     |     |     |     |     |
| ---------------- | -- | -- | -- | -- | -- | -- | --- | -- | -- | --- | --- | --- | --- | --- | --- | --- | --- | --- | --- | --- | --- | --- | --- | --- | --- | --- | --- | --- | --- | --- | --- | --- | --- | --- |
| Ajax             | 3  | 4  | 4  | 5  | 5  | 5  | 5   | 5  | 5  | 5** | 11* | 12* | 15* | 18* | 24  | 25  | 28  | 31  | 34  | 35  | 35  | 36  | 36  | 39  | 40  | 41  | 44  | 45  | 45  | 48  | 49  | 52  | 55  | 56  |
| Almere City      | 0  | 0  | 0  | 0  | 1  | 1  | 4   | 7  | 8  | 9   | 12  | 13  | 13  | 13  | 13  | 16  | 19  | 20  | 20  | 23  | 24  | 27  | 27  | 28  | 29  | 30  | 31  | 32  | 33  | 33  | 33  | 34  | 34  | 34  |
| AZ               | 3  | 6  | 6  | 9  | 12 | 15 | 19* | 22 | 25 | 25  | 26  | 26  | 29  | 30  | 33  | 33  | 33  | 34  | 35  | 35  | 36  | 39  | 42  | 43  | 46  | 49  | 52  | 52  | 52  | 55  | 58  | 61  | 64  | 65  |
| Excelsior        | 3  | 4  | 5  | 5  | 6  | 9  | 12  | 13 | 13 | 13  | 14  | 15  | 15  | 16  | 16  | 17  | 17  | 20  | 21  | 21  | 21  | 21  | 21  | 21  | 21  | 22  | 22  | 22  | 22  | 25  | 26  | 26  | 29  | 29  |
| Feyenoord        | 1  | 2  | 5  | 8  | 11 | 14 | 17  | 20 | 23 | 23  | 26  | 29  | 32  | 32  | 35  | 38  | 39  | 42  | 43  | 46  | 49  | 52  | 55  | 56  | 59  | 62  | 65  | 66  | 69  | 72  | 75  | 78  | 81  | 84  |
| Fortuna Sittard  | 1  | 4  | 5  | 6  | 9  | 9  | 9   | 9  | 9  | 10  | 10  | 13  | 13  | 16  | 19  | 19  | 19  | 20  | 23  | 24  | 24  | 24  | 27  | 30  | 31  | 34  | 34  | 35  | 35  | 35  | 35  | 36  | 37  | 38  |
| Go Ahead Eagles  | 0  | 3  | 3  | 6  | 7  | 10 | 10  | 13 | 14 | 15  | 18  | 21  | 22  | 22  | 22  | 23  | 23  | 26  | 27  | 30  | 31  | 34  | 34  | 37  | 37  | 37  | 40  | 41  | 42  | 42  | 42  | 43  | 43  | 46  |
| Heerenveen       | 3  | 6  | 6  | 6  | 6  | 6  | 6   | 7  | 7  | 10  | 10  | 13  | 16  | 19  | 19  | 19  | 20  | 20  | 21  | 22  | 25  | 25  | 28  | 31  | 31  | 31  | 32  | 33  | 33  | 36  | 36  | 37  | 37  | 37  |
| Heracles Almelo  | 0  | 3  | 3  | 6  | 6  | 7* | 11  | 11 | 12 | 12  | 12  | 12  | 15  | 15  | 15  | 15  | 18  | 19  | 19  | 19  | 22  | 22  | 22  | 23  | 23  | 26  | 26  | 29  | 32  | 32  | 32  | 32  | 32  | 33  |
| N.E.C.           | 0  | 0  | 3  | 4  | 4  | 7  | 7   | 8  | 9  | 9*  | 10* | 11* | 12* | 12* | 18  | 21  | 22  | 25  | 26  | 29  | 29  | 30  | 33  | 36  | 39  | 39  | 42  | 43  | 46  | 47  | 47  | 50  | 50  | 53  |
| PEC Zwolle       | 0  | 0  | 3  | 6  | 7  | 7  | 7   | 7  | 10 | 11  | 14  | 14  | 14  | 17  | 17  | 18  | 19  | 20  | 23  | 26  | 27  | 27  | 27  | 27  | 28  | 28  | 28  | 28  | 31  | 32  | 35  | 35  | 36  | 36  |
| PSV              | 3  | 6  | 6* | 9  | 12 | 15 | 21* | 24 | 27 | 30  | 33  | 36  | 39  | 42  | 45  | 48  | 51  | 52  | 55  | 56  | 59  | 62  | 65  | 66  | 69  | 72  | 72  | 75  | 78  | 81  | 84  | 87  | 88  | 91  |
| RKC Waalwijk     | 0  | 0  | 0  | 0  | 3  | 6  | 6   | 6  | 9  | 9*  | 9*  | 9*  | 12* | 12* | 13  | 14  | 14  | 14  | 15  | 15  | 18  | 18  | 18  | 18  | 21  | 22  | 23  | 24  | 24  | 24  | 25  | 28  | 29  | 29  |
| Sparta Rotterdam | 3  | 4  | 7  | 8  | 8  | 11 | 11  | 11 | 12 | 15  | 15  | 18  | 18  | 21  | 21  | 22  | 25  | 25  | 26  | 26  | 26  | 29  | 29  | 30  | 30  | 31  | 34  | 37  | 37  | 40  | 43  | 43  | 46  | 49  |
| Twente           | 3  | 6  | 6  | 9  | 12 | 12 | 18* | 21 | 22 | 25  | 26  | 27  | 27  | 30  | 33  | 34  | 37  | 37  | 38  | 41  | 44  | 44  | 47  | 50  | 53  | 53  | 56  | 57  | 60  | 60  | 63  | 63  | 66  | 69  |
| Utrecht          | 0  | 0  | 0  | 0  | 3  | 3  | 3   | 3  | 6  | 7   | 8   | 9   | 12  | 13  | 16  | 17  | 18  | 19  | 20  | 23  | 26  | 29  | 32  | 32  | 33  | 36  | 36  | 39  | 42  | 45  | 46  | 49  | 49  | 50  |
| Vitesse          | 3  | 3  | 3  | 3  | 3  | 3  | 6   | 7  | 7  | 8   | 8   | 8   | 8   | 8   | 11  | 11  | 12  | 12  | 12  | 12  | 12  | 13  | 16  | 16  | 16  | 17  | 17  | 17  | 17  | -1  | 2   | 2   | 5   | 6   |
| Volendam         | 0  | 0  | 0* | 0* | 0* | 1* | 1*  | 4* | 4* | 7*  | 8   | 8   | 8   | 8   | 8   | 11  | 11  | 12  | 12  | 12  | 12  | 13  | 13  | 13  | 14  | 14  | 15  | 16  | 19  | 19  | 19  | 19  | 19  | 19  |

### Individuali

#### Classifica marcatori
Aggiornata al 19 maggio 2024
| Gol |  |  | Giocatore             | Squadra          |
| --- |  |  | --------------------- | ---------------- |
| 29  |  |  | Vaggelīs Paulidīs     | AZ               |
| 29  |  |  | Luuk de Jong          | PSV              |
| 23  |  |  | Santiago Giménez      | Feyenoord        |
| 18  |  |  | Brian Brobbey         | Ajax             |
| 17  |  |  | Sem Steijn            | Twente           |
| 16  |  |  | Ricky van Wolfswinkel | Twente           |
| 13  |  |  | Lennart Thy           | PEC Zwolle       |
| 12  |  |  | Kaj Sierhuis          | Twente           |
| 12  |  |  | Johan Bakayoko        | PSV              |
| 12  |  |  | Steven Bergwijn       | Ajax             |
| 12  |  |  | Tobias Lauritsen      | Sparta Rotterdam |
| 11  |  |  | Magnus Mattsson       | NEC              |
| 11  |  |  | Kōki Ogawa            | N.E.C.           |
| 11  |  |  | Thomas Robinet        | Almere City      |
| 11  |  |  | Chuba Akpom           | Ajax             |